# Qormeh sabzi
Qormeh sabzi o ghormeh sabzi (en persa: قرمه ‌سبزی‎; en azerí: Səbzi Qovurma) o khoresht sabzi (en persa: خورشت ‌سبزی) es un estofado (khoresht) tradicional de la cocina persa  a menudo denominado como el plato nacional de Irán. El principal ingrediente es una mezcla de hierbas aromáticas salteadas, entre las que se incluyen el puerro, el perejil, las espinacas y el cilantro. Esta mezcla es cocinada con judías, cebollas de primavera, cebollino y limas secas, y carne de cordero o vaca. Se suele servir acompañado de arroz basmati. La palabra Ghormeh (y gheimeh) puede referirse a carne picada[¿cuál?], mientras que la palabra sabzi significa verdura.